# 约翰·汉德
约翰·汉德（英語：John Hand，1902年6月14日—1967年7月7日），加拿大男子赛艇运动员。他曾代表加拿大参加1928年夏季奥林匹克运动会赛艇比赛，获得男子八人单桨有舵手铜牌。